# Manuel Gião
Manuel Gião (ur. 28 czerwca 1971 roku w Lizbonie) – portugalski kierowca wyścigowy.

## Kariera
Gião rozpoczął karierę w wyścigach samochodowych w 1992 roku od startów w Formule Opel Lotus. W Euroseries Portugalczyk raz stanął na podium. Z dorobkiem 44 punktów uplasował się na jedenastej pozycji. Zaś W Pucharze Narodów ukończył wyścig na drugiej pozycji. W późniejszych latach pojawiał się także w stawce Niemieckiej Formuły Opel, Niemieckiej Formuły 3, Masters of Formula 3, Grand Prix Makau, Superformula Golden Cup Italy, World Series by Nissan, Indy Lights Panamericana, Formuły Chrysler Euro Series, World Series by Nissan, Włoskiej Formuły 3000, Portugalskiej Formuły Novis, FIA Sportscar Championship, Hiszpańskiej Formuły 3, Spanish GT Championship, Italian GT Championship, International GT Open oraz Copa de España de Super GT.
W World Series by Nissan Portugalczyk startował w latach 1998-1999, 2001. W pierwszym sezonie startów dwukrotnie zwyciężał. Uzbierane 118 punktów dało mu trzecie miejsce w końcowej klasyfikacji kierowców. Rok później również wygrywał dwukrotnie, ale na podium stawał już dziewięciokrotnie. Dorobek 163 punktów pozwolił mu zdobyć tytuł wicemistrzowski. W 001 roku został sklasyfikowany na siódmej pozycji.